# Gensac-la-Pallue
Gensac-la-Pallue är en kommun i departementet Charente i regionen Nouvelle-Aquitaine i västra Frankrike. Kommunen ligger  i kantonen Segonzac som ligger i arrondissementet Cognac. År 2022 hade Gensac-la-Pallue 1 614 invånare.

## Befolkningsutveckling
Antalet invånare i kommunen Gensac-la-Pallue
Referens:INSEE